# Fakhruddin Mubarak
Fakhruddin Mubarak Shah, delhisultanatets guvernör i Bengalen efter Bahram Tughlaq Khans död 1338, till 1341, varvid han det senare året förklarade Bengalens för självständigt och fortsatte som sultan till 1349, när han avled. Bengalen fortsatte att vara självständigt, till dess mogulriket erövrade riket 1538.
Fakhruddins huvudstad var Sonargaon. Han erövrade under tiden efter 1341 Komilla och Noakhali, Sylhet och Chittagong, samt behärskade floderna Padma, Meghna och Yamuna med sin flotta.